# Gromosław Czempiński
Gromosław Józef Czempiński (ur. 12 października 1945 w Obornikach) – generał brygady UOP, funkcjonariusz służb specjalnych PRL i RP, dyplomata. W latach 1993–1996 Szef Urzędu Ochrony Państwa.

## Życiorys
Syn Stefanii i Mieczysława. Jego ojciec był oficerem UBP, a następnie Milicji Obywatelskiej; dosłużył się stopnia kapitana. Matka pracowała po wojnie w WUBP w Poznaniu.
W 1970 ukończył studia w Wyższej Szkole Ekonomicznej w Poznaniu. W 1972 rozpoczął służbę funkcjonariusza wywiadu SB. Rok później ukończył Ośrodek Szkolenia Kadr Wywiadu w Starych Kiejkutach. W Ministerstwie Spraw Wewnętrznych pracował od 1970 w Departamencie I. W 1975 został oficjalnie zatrudniony pod przykryciem przez MSZ, najpierw w Konsulacie Generalnym PRL w Chicago (1975–1976), później Polskim Przedstawicielstwie przy ONZ w Genewie (1982–1987). Następnie pracownik Służby Bezpieczeństwa odpowiedzialny za osłonę Polskiej Akademii Nauk. Był członkiem Związku Młodzieży Socjalistycznej i Polskiej Zjednoczonej Partii Robotniczej. W PRL dosłużył się stopnia podpułkownika MO (powszechnie stosowane dla kadry MSW).
W 1990 został zatrudniony w UOP, początkowo jako zastępca szefa Zarządu Wywiadu UOP, później jako szef tej instytucji. Najsłynniejszą z ujawnionych operacji, w której brał udział, była „Operacja Samum” (powstał również film o tym samym tytule). Amerykańscy funkcjonariusze CIA na krótko przed wojną musieli zostać ewakuowani z Iraku. Wiele państw odmówiło wówczas pomocy, m.in. Francja i ZSRR. Pomóc zgodziła się Polska, wysyłając do Iraku ppłk. Czempińskiego, który został później odznaczony za zgodą Prezydent USA George’a Busha wysokim odznaczeniem CIA, akceptację wyraził też Prezydent Polski. Brał udział w Operacji Most, a specjaliści z USA brali udział w szkoleniu i wsparciu finansowym potrzebnych do jej przeprowadzenia żołnierzy-antyterrorystów. Utworzono Jednostkę Wojskową 2305 GROM, której legendę pierwszy dowódca Sławomir Petelicki wywodził od uczczenia Gromosława Czempińskiego.
Podał się do dymisji po tym, gdy w 1995 wywiad UOP zaangażował się w sprawę domniemanej współpracy (afera Olina) ówczesnego premiera Józefa Oleksego z oficerem wywiadu b. ZSRR i Rosji, Władimirem Ałganowem.
Po przejściu w stan spoczynku w kwietniu 1996 założył przedsiębiorstwo o nazwie Doradztwo GC. W następnych latach zasiadał w radach nadzorczych i zarządach przedsiębiorstw: Polskie Zakłady Lotnicze, Forcan SA, BRE Bank SA, Wapark Sp. z o.o., Mobitel Sp. z o.o., Szeptel SA, The Quest Group Sp. z o.o., Eco Recycling Investment SA i doradzał Deloitte. Jest współwłaścicielem: Quantum Group Sp. z o.o., Doradztwo GC s.c., Dorcel s.c. oraz TTP Sp. z o.o. Był konsultantem merytorycznym przy produkcji filmu Operacja Samum.
W latach 1999–2012 był Prezesem Aeroklubu Warszawskiego, a w latach 2005–2010 Prezesem Aeroklubu Polskiego.
W 2009 w wywiadzie dla „Niezależnej Gazety Polskiej” stwierdził, że był jednym z inicjatorów założenia Platformy Obywatelskiej.
22 listopada 2011 został zatrzymany przez funkcjonariuszy CBA, a po przesłuchaniu zwolniony za kaucją w związku ze śledztwem dotyczącym przyjęcia korzyści majątkowej w kwocie 1,4 miliona EUR podczas prywatyzacji STOEN SA
We wrześniu 2013 został członkiem zarządu „Stowarzyszenia im. Generała Sławomira Petelickiego”, upamiętniającego gen. Sławomira Petelickiego.
W 2017, po 11 latach śledztwa, prokuratura przesłała do sądu akt oskarżenia w sprawie korupcji. 2 listopada 2022 przed Sądem Okręgowym w Warszawie rozpoczął się proces Czempińskiego i sześciu pozostałych oskarżonych.

## Odznaczenia
- Odznaka Honorowa imienia gen. Stefana Roweckiego „Grota” (2011)

## Życie prywatne
Żonaty. Ma córkę Iwonę (ur. 1971) i syna Piotra (ur. 1982).